# Зауфа
Зауфа — деревня в Красноуфимском округе Свердловской области. Входит в состав Криулинского сельского совета.

## География
Населённый пункт расположен на левом берегу реки Уфа напротив посёлка Сарана в 15 километрах на юго-юго-запад от административного центра округа — города Красноуфимск.

### Часовой пояс
Зауфа как и вся Свердловская область, находится в часовой зоне МСК+2. Смещение применяемого времени относительно UTC составляет +5:00.

## Население
| 2002 | 2010 | 2021 |
| ---- | ---- | ---- |
| 393  | ↘305 | ↗329 |

## Улицы
Деревня разделена на четыре улицы (Кирова, Луговая, Новая, Совхозная).